# 卡里湖 (亞美尼亞)
40°28′24.78″N 44°10′51.92″E / 40.4735500°N 44.1810889°E

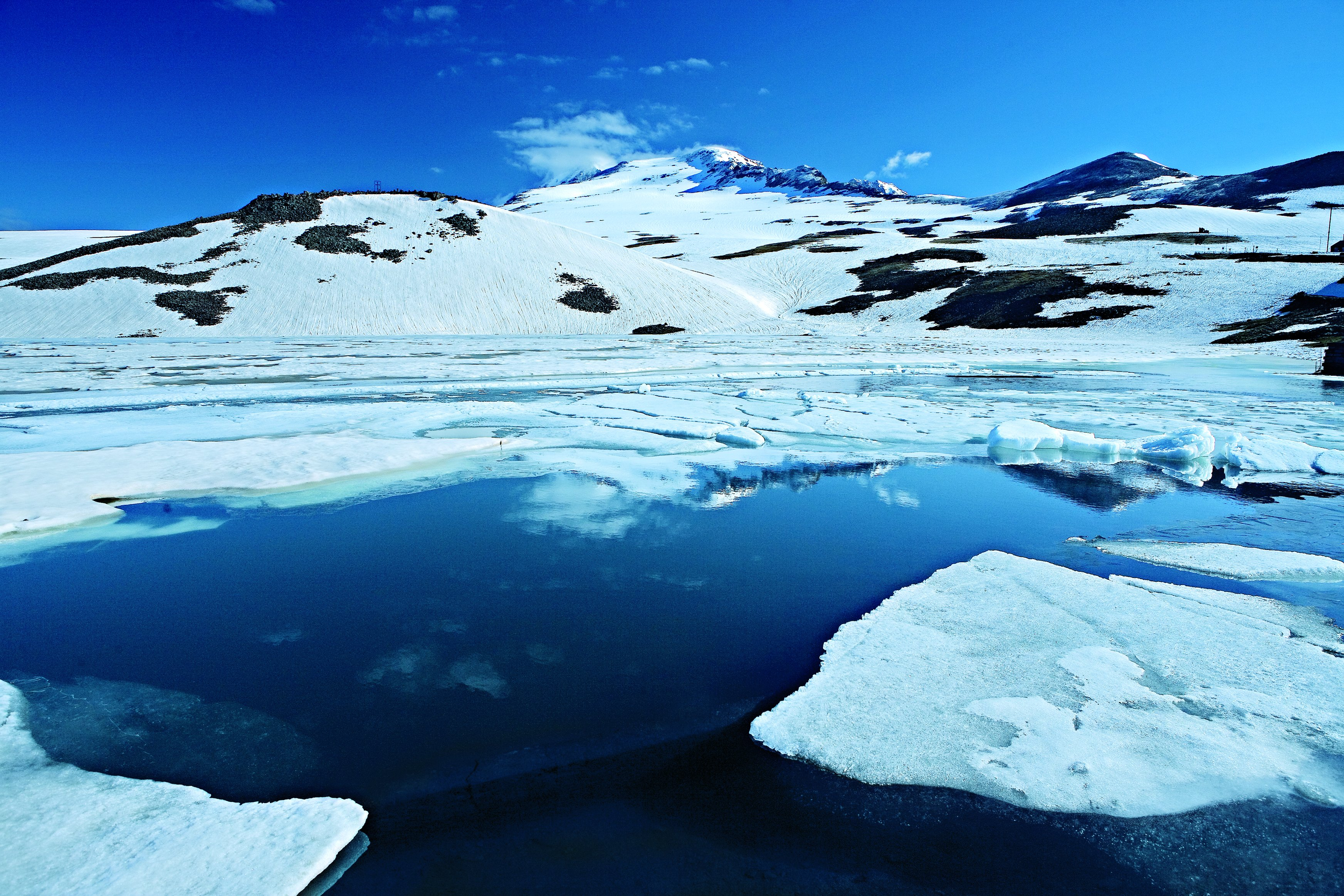

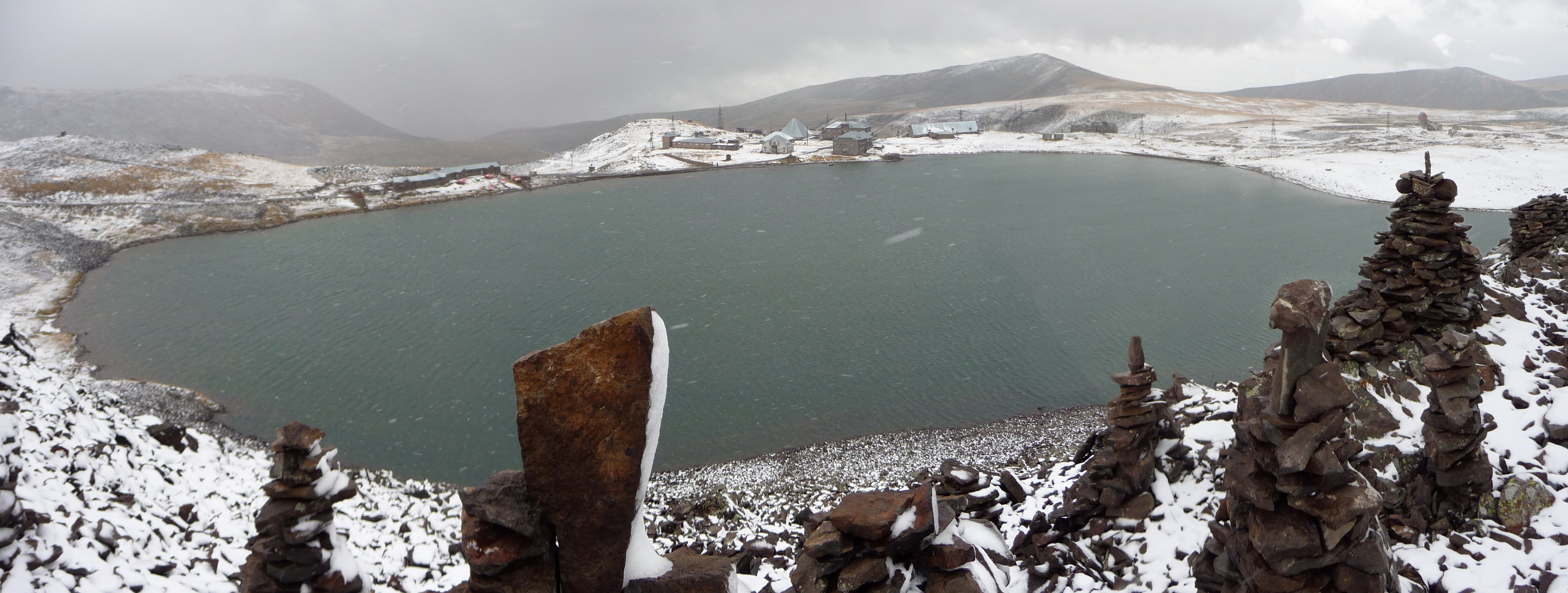

卡里湖，是亞美尼亞的湖泊，位於該國北部亞美尼亞高原，處於阿拉加茨山附近，面積0.3平方公里，海拔高度3,190米，湖岸線長度1.15公里。